# Embs

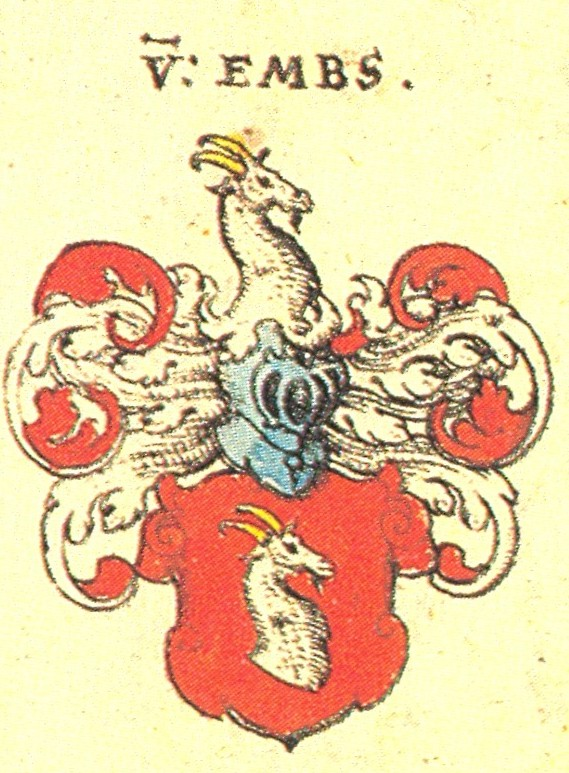
Wappen der Familie von Embs nach Siebmachers Wappenbuch

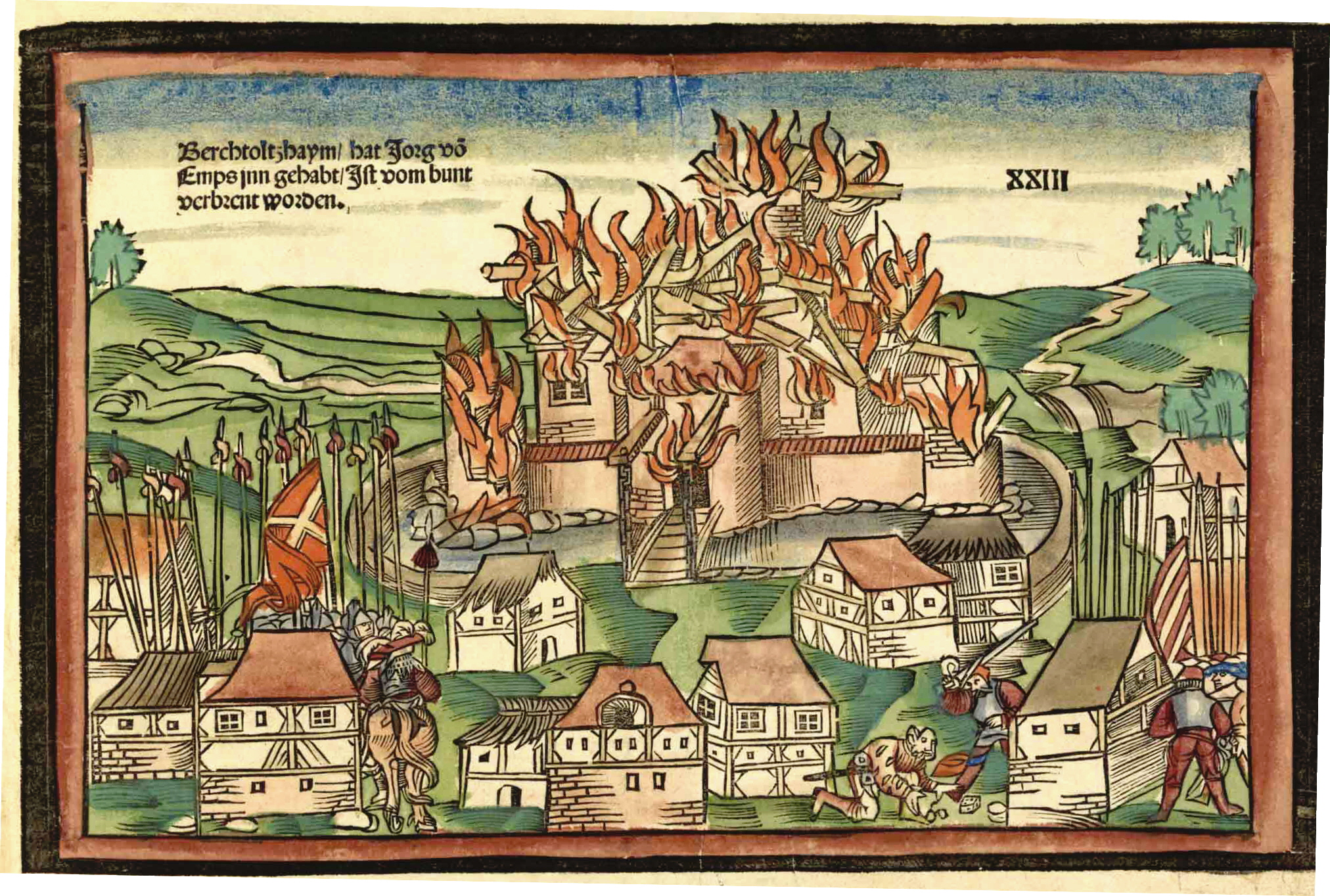
Zeitgenössischer Holzschnitt des Kriegsberichterstatters Hans Wandereisen zur Burg Berolzheim

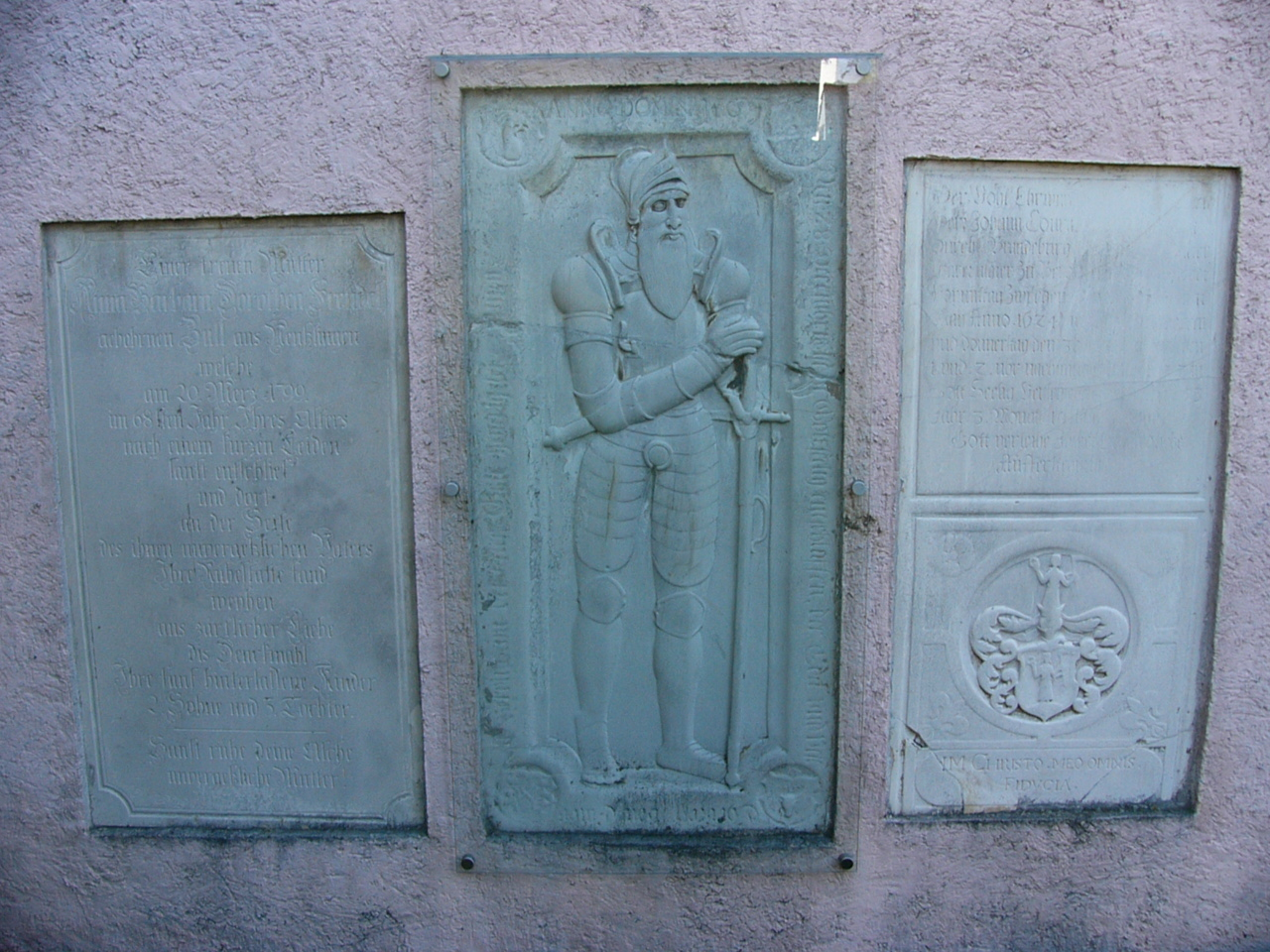
Epitaph des Christoph von Embs, verstorben 1565, an der Außenseite der Kirche St. Michael in Markt Berolzheim

Die Familie Embs bzw. von Embs war ein fränkisches Adelsgeschlecht.

## Fränkischer Krieg 1523
Im Fränkischen Krieg stand die Strafexpedition des Schwäbischen Bundes auch vor Burg Berolzheim. Jörg von Embs auf Berolzheim war einer der Helfer des Raubritters Hans Thomas von Absberg. Zwar ist auf dem Holzschnitt die Zerstörung der Burg dargestellt, tatsächlich war aber konnte der Konflikt durch vorausgegangene Verhandlungen kurzfristig beendet werden, so dass die Burg nicht niedergebrannt wurde.

## Wappen
Der Wappenschild zeigt in Silber den Kopf eines Ziegenbockes mit goldenen Hörnern auf rotem Grund. Die Helmzier wiederholt das Motiv des Ziegenbockkopfes. Die Helmdecken sind Rot und Silber.